# Bajbiek
Bajbiek (ros. Байбек) – wieś w Rosji, w obwodzie astrachańskim, w rejonie krasnojarskim. W 2021 liczyła 1978 mieszkańców, głównie Kazachów.